# Natur in Nordrhein-Westfalen

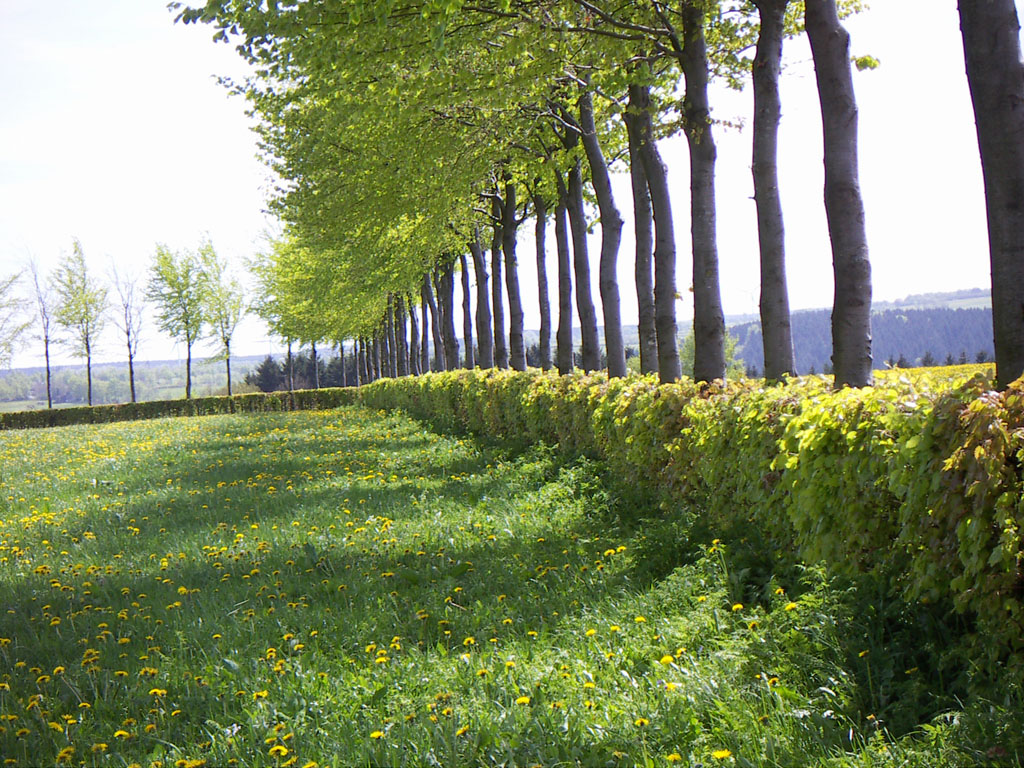
Monschauer Heckenland

Die Natur in Nordrhein-Westfalen ist typisch für den mitteleuropäischen Naturraum. Verbreitet sind in Nordrhein-Westfalen vor allem Arten, die an offene Kulturlandschaften oder waldige Mittelgebirgslandschaften angepasst sind. Flora und Fauna sind jedoch aufgrund der hohen Siedlungsdichte, der großen Industriezentren des Landes, des Bergbaus, der fast flächendeckenden landwirtschaftlichen und forstwirtschaftlichen Nutzung und der dichten verkehrstechnischen Erschließung wie in kaum einer anderen Region Europas verändert. Die ursprüngliche, artenreiche Flora und Fauna des Landes wurde dadurch in Teilen zerstört. Der Umweltschutz wurde daher in den letzten Jahrzehnten zu einem herausragenden Thema für die Politik der verschiedenen Landesregierungen.
Schwerpunkt dieser Beschreibung ist die belebte Natur (Flora und Fauna usw.). Aspekte unbelebter Natur wie beispielsweise herausragende abiotische Naturdenkmäler werden nur am Rande behandelt. Für eine großräumige Betrachtung der nicht belebten Natur Nordrhein-Westfalens (Geologie, Klima, Landschaften und Naturräume usw.) wird auf Geographie Nordrhein-Westfalens verwiesen.

## Flora

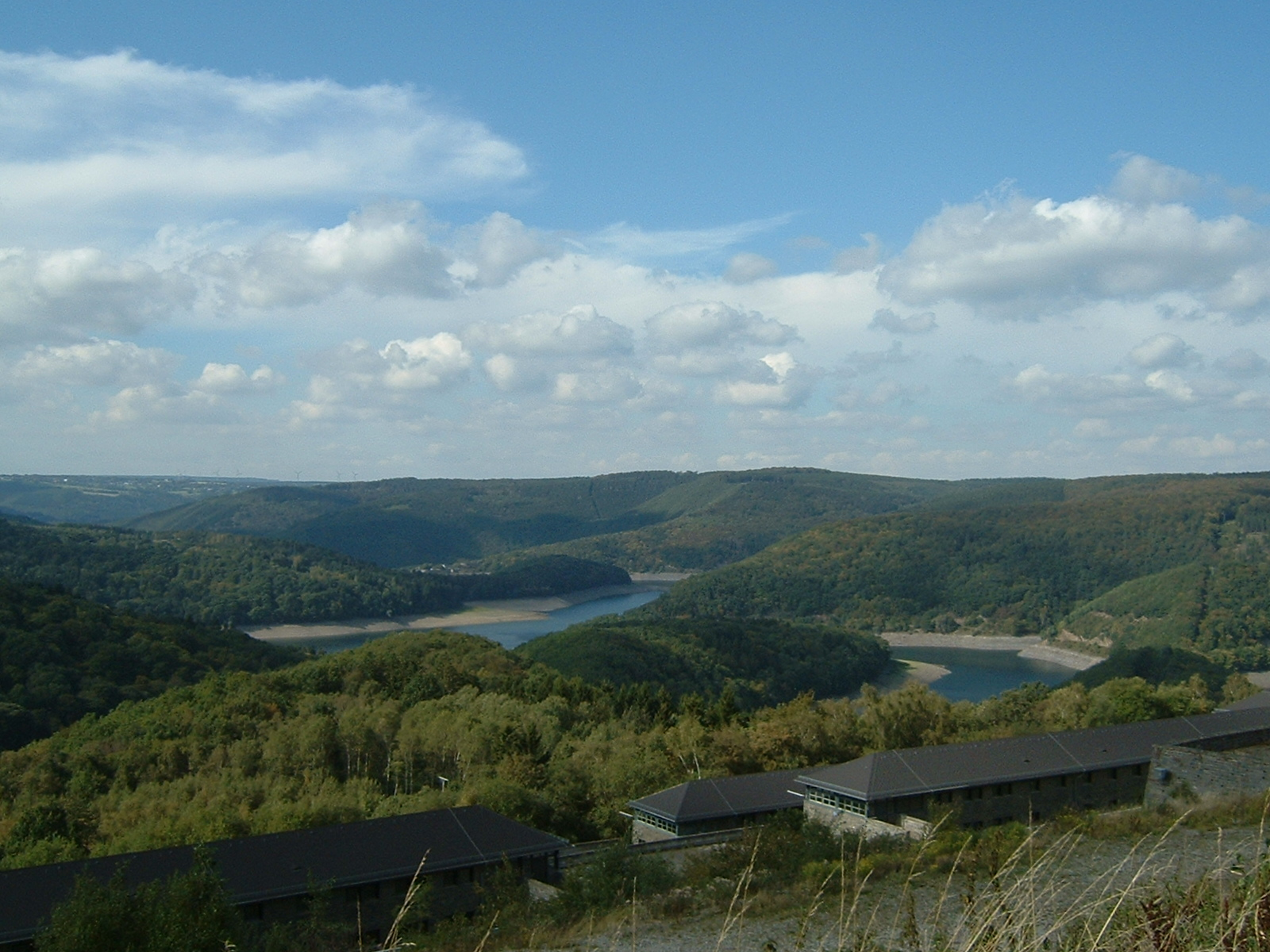
Wald im Nationalpark Eifel

In Nordrhein-Westfalen bilden rund 2040 Pflanzenarten (im engeren Sinn, d. h. Pteridophyta und Spermatophyta), fast 1000 Moose und fast ebenso viele Flechtenarten die heimische Flora.
Ohne menschliche Besiedlung wäre Nordrhein-Westfalen wie fast ganz Mitteleuropa weitgehend mit Buchen- und Eichenlaubwäldern bedeckt. Vorherrschende Waldgesellschaften wären in Nordrhein-Westfalen Hainsimsen-Buchenwälder, Eichen-Buchenwälder und Drahtschmielen-Buchenwälder. Heute ist Nordrhein-Westfalen zu etwa 27 Prozent mit Wald bedeckt. Es handelt sich vorwiegend um Wirtschaftswald, der intensiver forstwirtschaftlicher Nutzung unterliegt und einen für diese Breitengrade hohen Anteil von Nadelbäumen, vor allem Fichten, aufweist. Während im natürlichen Wald Nadelbäume nahezu fehlen würden (mit Ausnahme weniger Waldkieferbestände an Moorrändern) und vergesellschaftete Eiben, beträgt ihr Anteil am heutigen Wirtschaftswald 42 Prozent. In den Wäldern finden sich vereinzelt auch importierte Arten wie die Douglasie (Anteil etwa 1 Prozent), Roteiche, Grauerle und Robinie.
Im Einzelnen setzt sich der Baumbestand vorwiegend zusammen aus Buchen (19 Prozent der Gesamtwaldfläche), Eichen (17 Prozent), anderen Laubbäumen (22 Prozent), Fichten 30 Prozent, Kiefer (8 Prozent), Lärche (3 Prozent), Douglasie (1 Prozent) der Waldfläche. Aktuell finden sich im Land auf über 40 Prozent der Fläche Hainsimsen-Buchenwälder, gefolgt von „Montanen Buchenwäldern teils mit Fichte“ auf rund 14 Prozent der Waldfläche. Größere Erlen- oder Auwälder in den Flussniederungen oder Sieken wurde durch wasserbauliche Maßnahmen wie Flussbegradigungen oder Eindeichungen der Lebensraum weitestgehend entzogen, so dass diese in den heimischen Breiten natürlich vorkommenden Baumbestände nur in Resten erhalten sind. Rund zwei Drittel des gesamten Baumbestandes gelten als geschädigt. Grund ist vor allem die Luftbelastung durch Industrieanlagen und Verkehrsemissionen.
Die Offenlandflächen unterliegen fast vollständig einer intensiven oder extensiven landwirtschaftlichen Nutzung. In der Münsterländer Bucht und in anderen Regionen wird die Landschaft häufig als „Münsterländer Parklandschaft“ charakterisiert. Diese Kulturlandschaft bietet nur wenig Artenvielfalt. Angebaut werden Getreide, Mais, Raps, Rüben und Kartoffeln, auf sandigen Böden auch Spargel. Grünlandflächen werden meist als Weide genutzt. In der Eifel finden sich auf solchen Grünflächen Wildnarzissen. Wertvolle Landschaftselemente der Parklandschaften wie Hecken oder Alleen werden durch die landwirtschaftliche Nutzung zunehmend reduziert; als Ausnahme kann das Monschauer Heckenland gelten. Die bodenfeuchten oder moorigen Landschaften in der Rheinebene und in der Tiefebene wurde fast vollständig trockengelegt. Reste der einzigartigen Moorvegetation sind nur wenige erhalten. Ein Beispiel ist das Große Torfmoor, das als letztes großes Hochmoor Westfalens gilt. In Teilbereichen finden sich Heidelandschaften wie Senne oder Wahner Heide mit ihrer besonderen Vegetation wie Wacholdersträuchern oder Besenginsterbüschen. Zu bedenken ist, dass aber auch die Landschaftsform Heide ohne die Nutzung des Menschen langfristig zunächst von Pioniergehölzen wie Birken, später wie anderswo von Mischlaubwald besiedelt werden würde.
Eine Besonderheit im Land sind Schwermetallrasen mit einzigartiger Vegetation. Besonders die durch teils jahrhundertelangen Bergbau und Metallverarbeitung stark geprägte Landschaft rund um Stolberg (siehe auch Natur in Stolberg) sowie Teilbereiche im Ruhrgebiet und Siegerland sind für diese Vegetationsform Lebensraum.

## Funga

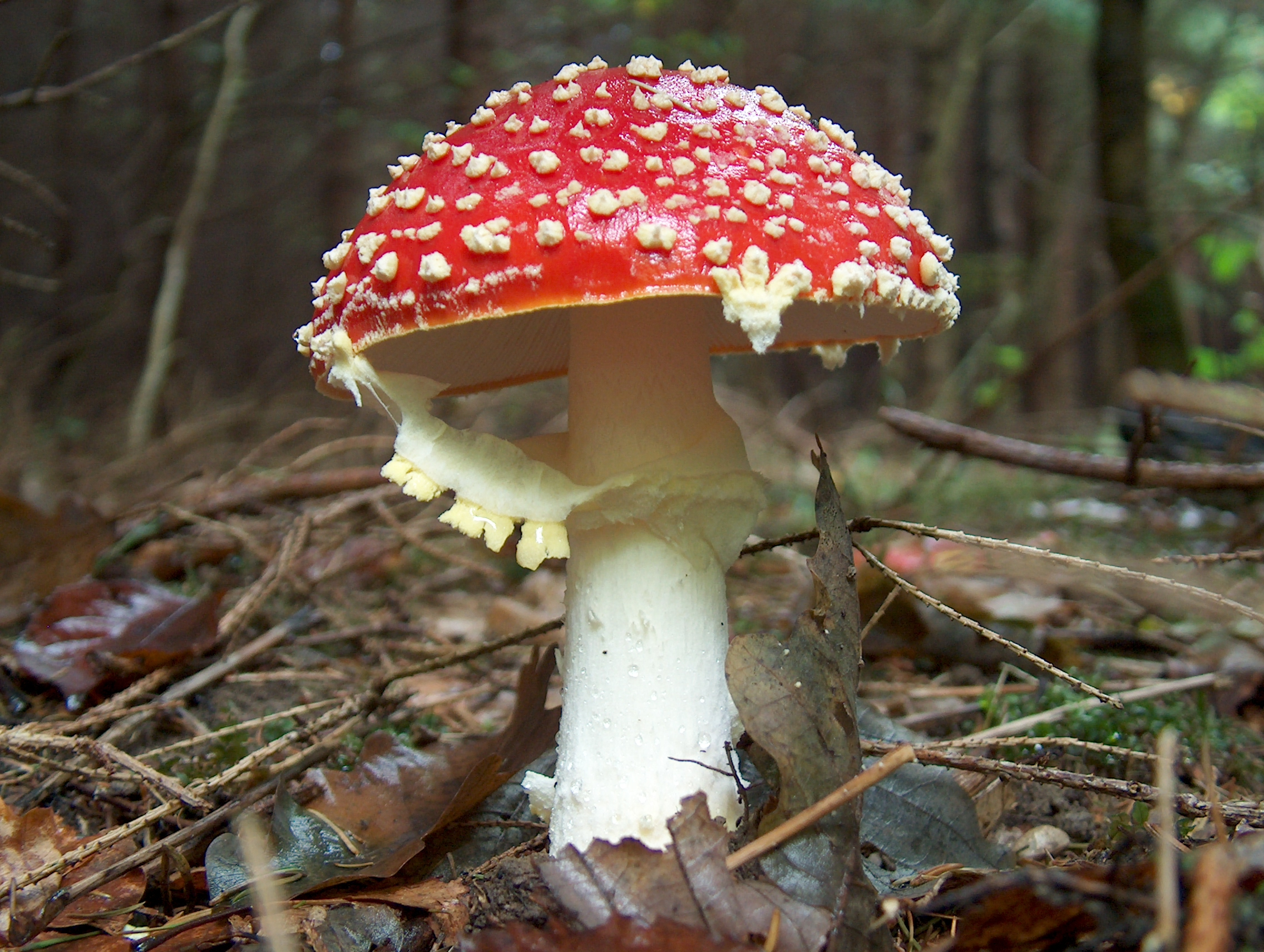
Der giftige Fliegenpilz ist wegen seines auffälligen Aussehens und seiner weiten Verbreitung einer der bekanntesten Pilze Nordrhein-Westfalens

Neben Flora und Fauna bilden die Pilze ein eigenes Reich. In Nordrhein-Westfalen sind rund 1550 Arten bekannt. Weiterhin finden sich rund 1000 Flechten, die häufig zur Flora gerechnet werden. Von allen Ausprägungen dieser Artengruppe sind besonders die Ständerpilze bekannt. Ihre auffällige Form und ihre Beliebtheit vieler Arten als Speisepilze tragen dazu bei. Zu den besonders beliebten Speisepilzen, die vorwiegend im Herbst in den nordrhein-westfälischen Regionen gesammelt werden können, zählen beispielsweise viele Champignonarten, Steinpilzarten und Pfifferlinge.

## Fauna
Die Fauna des Landes unterlag wie die Flora insbesondere in den letzten 1000 Jahren erheblichen anthropogenen Veränderungen. Insbesondere die Großtierfauna wurde in Zahl und Vielfalt enorm reduziert und verändert und zeigt demnach heute nur noch ein fragmentarisches Bild der ursprünglichen Vielfalt.

### Säugetiere

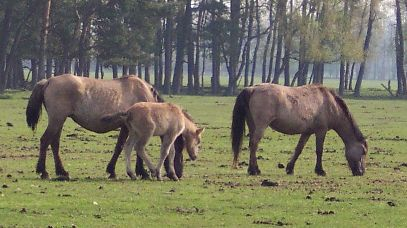
Dülmener „Wildpferde“

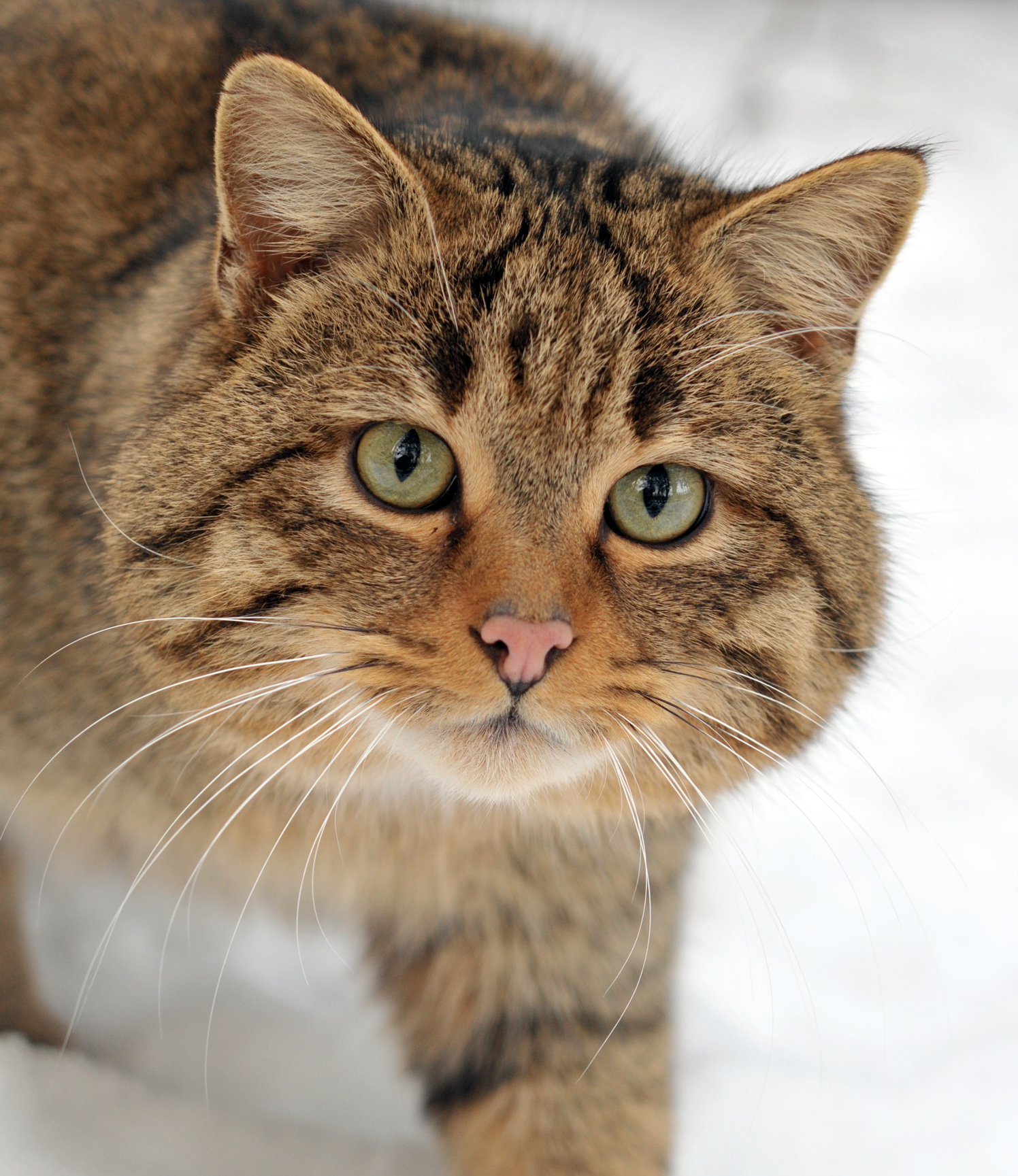
Wildkatze

In Nordrhein-Westfalen kommen 51 Säugetiere im engeren Sinne regelmäßig vor. Zusammen mit den seltenen Streifgästen wurden in den letzten Jahrzehnten über 80 Säugetierarten nachgewiesen. Dazu gehören rund 20 Fledermausarten.
Die Wälder des Landes, vornehmlich die größeren zusammenhängenden Waldflächen in Eifel, Sauerland, Bergischem Land und Weserbergland sind beziehungsweise waren Lebensraum für die größten Säugetiere des Landes. Als besonders lohnende Jagdbeute wurden vermutlich bereits im Frühmittelalter die beiden heimischen Wildrindarten Auerochse und Wisent sowie das westeurasische Wildpferd massiv dezimiert und spätestens im Hochmittelalter restlos ausgerottet. Elche kamen vermutlich bis ins 11. Jahrhundert vor, wenn man den dürftigen Quellen trauen darf. Seit Mitte der 1960er Jahre wandern vereinzelte Tiere aus Osteuropa ein. 1972 gelangte ein Elch – in der Presse „Kasimir“ genannt – bis Dinslaken, wo er bei einem Verkehrsunfall ums Leben kam.
Die heute noch vorkommenden großen Säugetierarten sind vor allem Paarhufer wie Hirscharten (vor allem Rehe, seltener auch Damhirsche und Rothirsche, noch seltener Sikahirsche) und Wildschweine. Diese Arten werden intensiv bejagt und gehegt. Ihre Population entspricht daher in den Wirtschaftswäldern nur selten den natürlich zu erwartenden Populationsgrößen. Manche dieser Arten wie Skiahirsche und Damhirsche sind eingeführte Arten. Zu den Neozoen zählt auch das mittlerweile in Nordrhein-Westfalens Wäldern, hauptsächlich in der Eifel, weit verbreitete Mufflon. In den Wäldern, teils auch in offenen Landschaften finden sich aber auch viele mitteleuropäischen Arten von Niederwild, darunter häufig Wildkaninchen und Feldhasen, letztere gelten allerdings in Nordrhein-Westfalen als gefährdet, da offene Brachlandschaften durch die intensive Landwirtschaft und Zersiedlung immer seltener werden. Der Rotfuchs gilt in Nordrhein-Westfalen dagegen als ungefährdete Art, da er sich als Kulturfolger auch in urbanen Räumen behaupten kann. Zu den weiteren Beutegreifern im Land zählen der Iltis (Populationsschwerpunkt: Münsterland), der Steinmarder, der Baummarder (gilt in Nordrhein-Westfalen als gefährdete Art), das Mauswiesel, Dachs und Hermelin. Mittlerweile hat sich auch der eingeschleppte Waschbär in der heimischen Fauna einen festen Platz erobert, seltener ist der von Osten her eingewanderte Marderhund. Der in Nordrhein-Westfalen einst ausgerottete Biber konnte sich nach erfolgreichen Wiederansiedlungsmaßnahmen seit den 1980er Jahren in Teilen der Eifel und am Niederrhein wieder ausbreiten. Außerdem kommt er auch wieder in der Lippe im Kreis Soest vor.
Alle größeren Raubtiere des Landes wurden im Gegensatz zu den oben genannten Raubtierarten vor langer Zeit durch Bejagung ausgerottet oder stark reduziert. Bis ins Spätmittelalter war der Braunbär heimisch. Als letzte relativ sichere Nachweise wildlebender Bärenpopulationen werden 1445 (Soest), 1446 (Münster) und 1551 (Wittgenstein) genannt. Auch der Fischotter galt in Nordrhein-Westfalen lange als ausgestorben. Bis etwa 1850 war das Tier noch überall weit verbreitet. Ab 1875 brachen die Bestände durch die Bejagung („Otterprämien“ der Fischereiwirtschaft) und die Einleitung von toxischen Abwässern in die Flüsse ein. Ab 1900 galt der Otter als selten und um 1950 als ausgerottet. Seit dem Jahre 2009 ist wieder eine Population im Münsterland bekannt, die sich stetig ausbreitet. Der Luchs wurde schon früh dezimiert und galt bereits zu Beginn der Neuzeit als sehr selten. Der letzte westfälische Luchs wurde 1745 im Rothaargebirge geschossen. Aufgrund der Wiederansiedlungsmaßnahmen im Nationalpark Harz seit dem Jahr 2000 breitet sich die größte heimische Katzenart auch wieder nach Westen aus. Im nordhessischen Bergland gibt es mittlerweile eine kleine Population, aus der wahrscheinlich die Tiere stammen, die ab und zu im Weserbergland gesichtet werden. Die vereinzelten Sichtungen in der Eifel und anderen Waldgebieten Nordrhein-Westfalens sind kein Hinweis auf eine fortpflanzungsfähige Population. Durch seine großen Reviere findet der Luchs kaum geeignet große Lebensräume im Land. Ebenfalls gehörte der Wolf im heutigen Landesgebiet zu den ausgerotteten Tierarten. Bis zum Beginn des 18. Jahrhunderts war er noch weit verbreitet und recht häufig. Die letzten Rudel konnten sich in der Eifel bis 1872 behaupten. Spätestens seit 1900 wurde in Nordrhein-Westfalen kein Wolf mehr gesichtet, bis 2010 bei Höxter an der Weser die erste Sichtung eines einzelnen, vermutlich aus Nordhessen eingewanderten Exemplars erfolgt war. Im Rahmen der seit dem Jahr 2000 begonnenen Zuwanderung des Wolfes aus Osteuropa wurde auch Nordrhein-Westfalen neu besiedelt. Im Jahr 2022/2023 wurden fünf Wolfsterritorien mit zwei Rudeln und drei Einzeltieren gezählt.
Die in Europa mittlerweile sehr seltene Wildkatze weist in der Eifel eine stabile Population auf. Die Eifel ist das Gebiet mit der wohl zahlenmäßig größten Wildkatzenpopulation Deutschlands; hier leben schätzungsweise um die 1000 Tiere. Seit einigen Jahren sind auch wachsende Populationen der Wildkatze aus dem Weserbergland, dem Sauerland und dem Siegerland bekannt.
Die kleineren Säugetierarten werden vornehmlich durch die kleineren Nagetiere und Insektenfresser repräsentiert. Dazu zählen beispielsweise zahlreiche Mäusearten, Feldhamster, Igel, Gartenschläfer, Siebenschläfer, Bisamratte, Eichhörnchen und der Maulwurf.
Unter den 20 nachweisbaren Fledermausarten in Nordrhein-Westfalen sind besonders die Stadtbewohner Zwergfledermaus, Breitflügelfledermaus und Wasserfledermaus, sowie die Waldbewohner Großer Abendsegler, Braunes Langohr, Fransenfledermaus und Rauhautfledermaus die verbreitetsten.
Eine Besonderheit im Land sind die Dülmener Wildpferde. Diese Pferderasse zählt zu den wenigen wildlebenden Pferden Europas, darf aber dennoch nicht als echtes westliches Wildpferd angesehen werden. Es handelt sich um robuste Hauspferde mit ausgeprägten Wildpferdmerkmalen, in die immer wieder verschiedene andere Rassen eingekreuzt wurden. Für das Senner Pferd gibt es Pläne zur Rückkehr der Haltung in der Wildbahn. Seit 2010 laufen im Rothaargebirge Versuche, das einst in Mitteleuropa weit verbreitete Wisent wieder freilebend anzusiedeln.

### Vögel

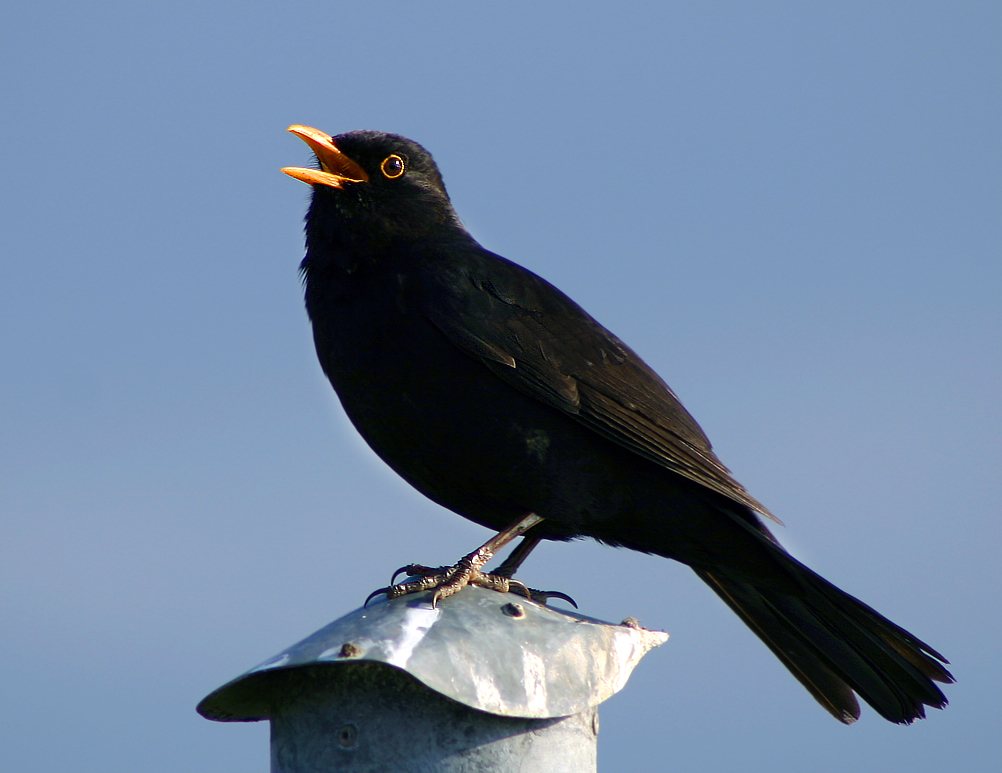
Die Amsel ist die am häufigsten vorkommende Vogelart

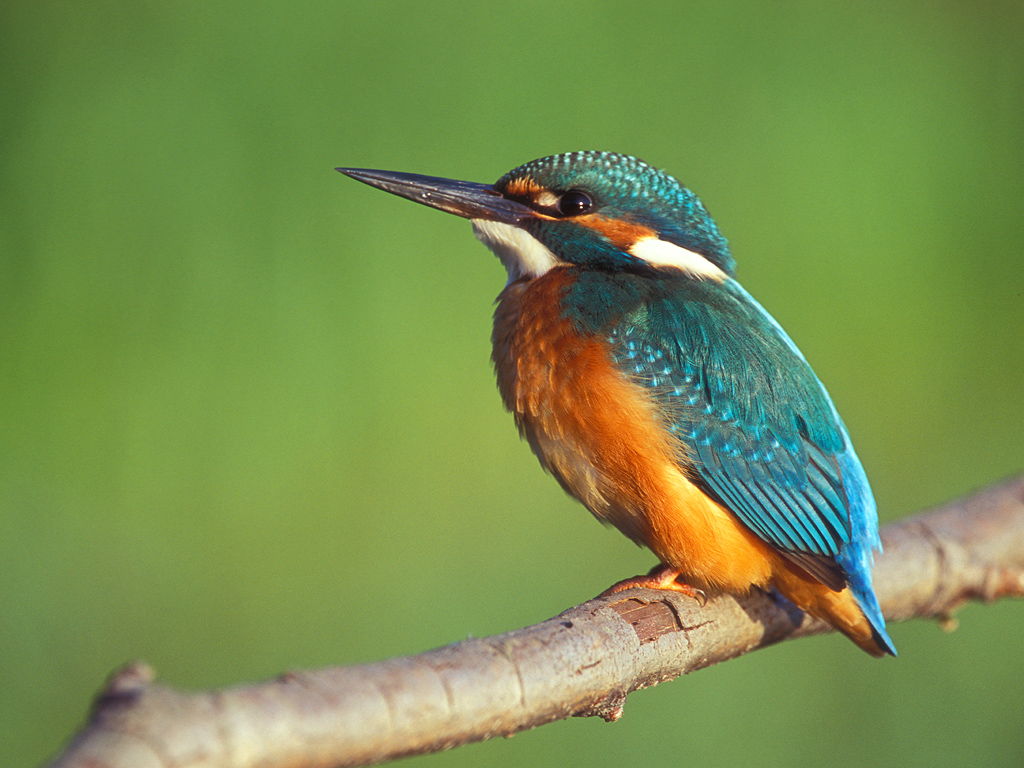
Der Eisvogel zählt zu den farbenprächtigsten Vögeln Nordrhein-Westfalens

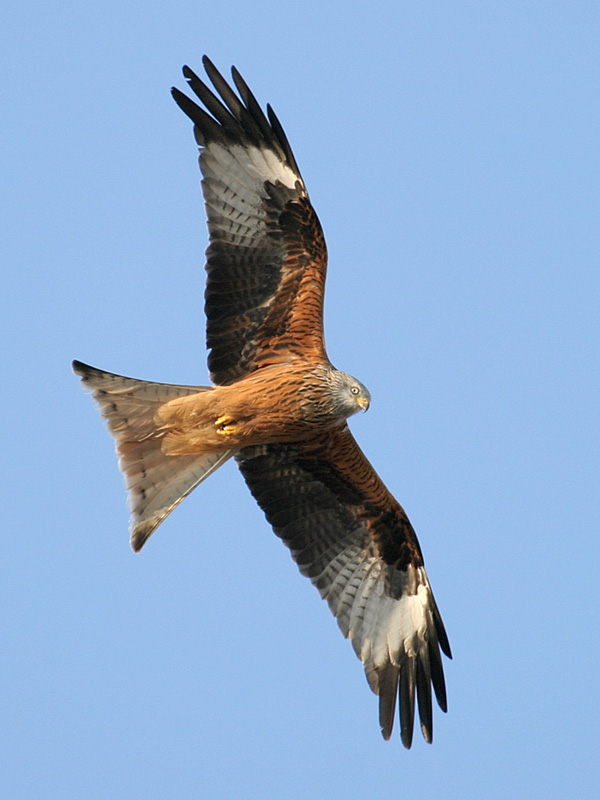
Der Rotmilan zählt zu den größten Greifvögeln Nordrhein-Westfalens

In Nordrhein-Westfalen können rund 270 Vogelarten nachgewiesen werden. Unter den häufigsten Vogelarten in Nordrhein-Westfalen sind besonders viele der zahlreichen kleineren Singvögel Mitteleuropas vertreten. Eine 2010 durchgeführte Zählung ermittelte die häufigsten Vogelarten in Nordrhein-Westfalen. Die 40 häufigsten Arten sind (in der Reihenfolge der Häufigkeit der Beobachtungen): Amsel, Haussperling, Kohlmeise, Blaumeise, Mauersegler, Elster, Ringeltaube, Buchfink, Grünfink, Dohle, Star, Rotkehlchen, Mehlschwalbe, Rabenkrähe, Heckenbraunelle, Türkentaube, Stockente, Hausrotschwanz, Zaunkönig, Schwanzmeise, Feldsperling, Rauchschwalbe, Eichelhäher, Gimpel, Singdrossel, Bachstelze, Straßentaube, Zilpzalp, Mönchsgrasmücke, Stieglitz, Kleiber, Buntspecht, Graureiher, Mäusebussard, Fasan, Saatkrähe, Gartenrotschwanz, Grünspecht, Kolkrabe und Tannenmeise.
Der Mäusebussard ist der verbreitetste hiesige Greifvogel. Zu den größten nordrhein-westfälischen Greifvögeln zählt neben dem Fischadler, der in Nordrhein-Westfalen mittlerweile vom Aussterben bedrohte Rotmilan. Zu den weiteren verbreiteten Greifvögeln im Land gehören der Turmfalke, der Wanderfalke, der Sperber und Habicht. Zu den größten Singvögeln im Land zählen die nordrhein-westfälischen Rabenvögeln, darunter besonders häufig die Elster, die Rabenkrähe, die Saatkrähe, der Kolkrabe, der Eichelhäher und die Dohle. Zu den großen Eulenarten in Nordrhein-Westfalen zählen die Schleiereule, Waldohreule, Wald- und Steinkauz und der Uhu; die meisten dieser Eulenarten außer Waldkauz und Schleiereule gelten als gefährdet. Die ansonsten in Mitteleuropa häufig anzutreffende Waldohreule gilt in Nordrhein-Westfalen bereits fast als verschollen. Zu den verbreitetsten Spechten in Nordrhein-Westfalen gehören: Buntspecht, Grünspecht, Schwarzspecht, Kleinspecht, der in Nordrhein-Westfalen stark gefährdete Mittelspecht und der Grauspecht.
Weißstörche sind die größte heimische Storchenart. Sie sind zur Nahrungssuche auf feuchte Wiesen und Aubereiche angewiesen. Durch die großflächige Zerstörung dieser Lebensräume bietet Nordrhein-Westfalen nur noch wenige Lebensräume für ihre Sommerquartiere. Kleinere Populationen finden sich vor allem am Niederrhein und im Oberen Wesertal. Populationsschwerpunkt dieser in Nordrhein-Westfalen vom Aussterben bedrohte Art ist das Mindener Land. Der Schwarzstorch ist die kleinere und seltenere Storchenart im Land. Er brütet vor allem in den dichten Wäldern der Eifel, des Sieger- und Sauerlandes, sowie vereinzelt auch im Weserbergland. In den Auen entlang der Fließgewässer sowie an den Stillgewässern des Landes haben Kormorane und Graureiher ihre Heimat. Entlang von Rhein und Weser stoßen Möwen von der Küste aus bis weit in das Binnenland Nordrhein-Westfalen vor und brüten teils auch hier, wie das Beispiel Silbermöwe zeigt. An den Gewässern leben auch die wohl farbenprächtigsten heimischen Vögel: die Eisvögel.
Im Herbst und Winter ist vor allem der Niederrhein, aber auch andere Grünlandbereiche in der nordrhein-westfälischen Tiefebene, Rast- und Durchzugsgebiet, seltener auch Sommerquartier zahlreicher Wildgänse, darunter Kanada-, Nil- und Graugänse. In den Kulturlandschaften Nordrhein-Westfalens zählt daneben das Rebhuhn zu den größten heimischen Arten.
Seit einigen Jahren gibt es auch noch Brautenten und Büffelkopfenten in Nordrhein-Westfalen.
Zu den hervorragend an urbane Lebensräume angepassten Vogelarten zählen die Taubenarten, vor allem die Ringel-, Türken- und Straßentaube. Im Ruhrgebiet wurden sie für den Brieftaubensport einst auch in großer Zahl durch den Menschen gehalten. Zu den bekanntesten Zivilisationsfolgern, die auf die menschliche Bebauung angewiesen sind, zählen auch der Mauersegler, Turmfalken sowie die meisten Schwalbenarten im Land. Die beiden häufigsten Schwalbenarten sind Mehl- und Rauchschwalbe. Diese in oder an Bauwerken brütenden Arten werden jedoch immer weniger durch den Menschen geduldet, die Deelentore, Mauernischen und Dachböden, Kirchtürme usw. verschließen oder Nester entfernen.
Zu den bekanntesten Neozoen in Nordrhein-Westfalen zählen Schwäne, Fasane, Alexander- und Halsbandsittiche. Die Sittiche sind ursprünglich in wärmeren Breiten beheimatet, konnten aber ausgehend von einigen entflohenen Exemplaren aus Käfighaltung in den warmen Lagen des südlichen Rheinlandes stabile Populationen ausbilden.

### Fische und Rundmäuler

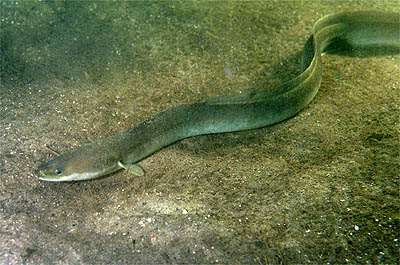
Aal

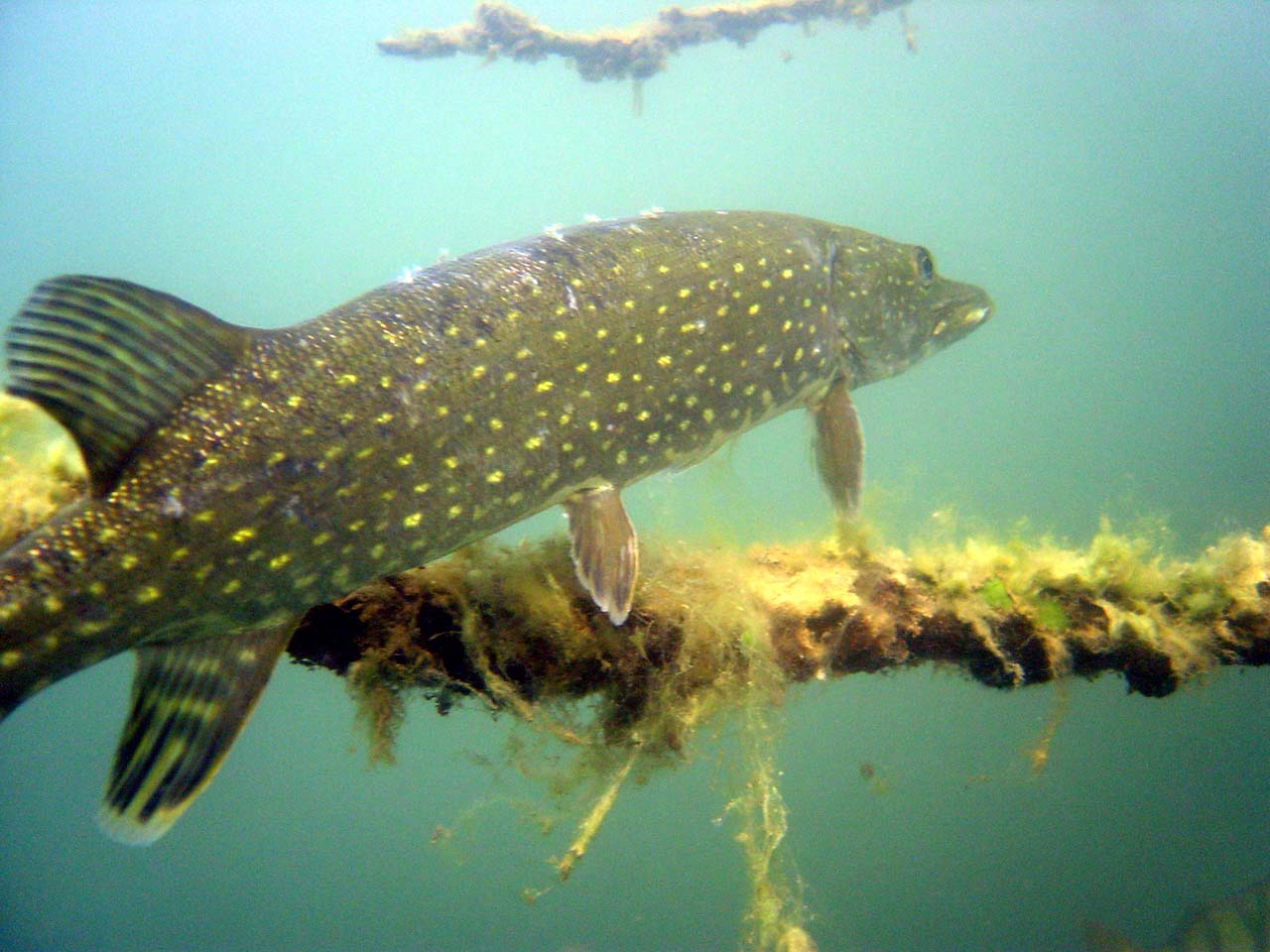
Hecht

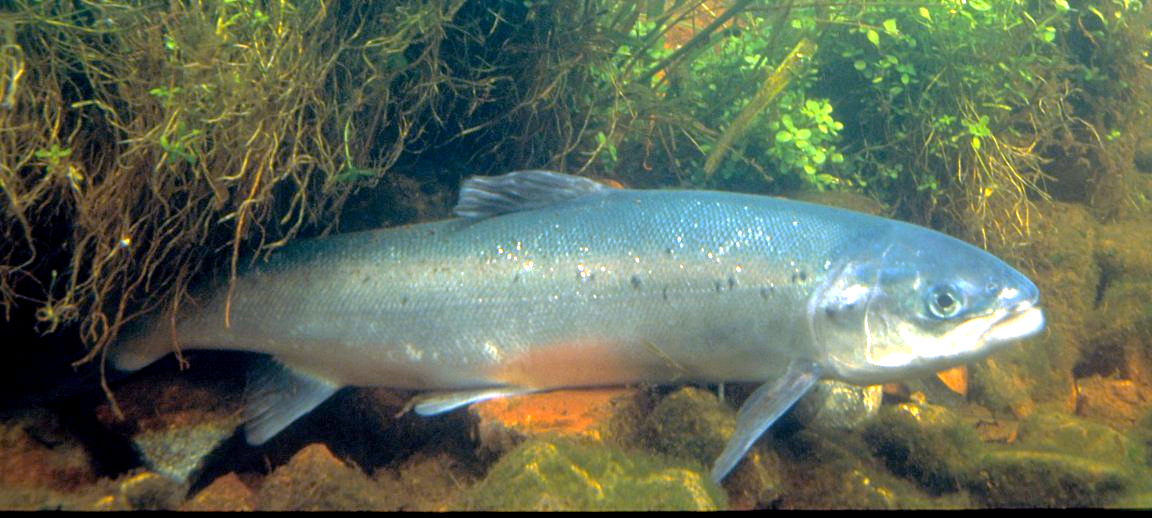
Lachs

Naturgemäß finden sich im Binnenland Nordrhein-Westfalen fast ausschließlich reine Süßwasserfische. Nachgewiesen wurden in Nordrhein-Westfalen rund 52 Arten.
Ein wichtiger Faktor für die Populationsgröße der einzelnen Fischarten ist vor allem ihre Eignung für die Fischzucht und ihre Beliebtheit im Angelsport. Besonders beliebte Arten in den Fischteichen des Landes sind die meisten Forellenarten, Barsche und Karpfen. Diese in der Zucht beliebten Arten gelten neben einigen weiteren Arten in Aquakultur daher als nicht gefährdet, auch wenn sie in der freien Wildbahn teils durchaus selten vorkommen können und ihre Bestände teils nur durch kontinuierlichen Besatz gesichert werden. Einige dieser Speisefische wie die Regenbogenforelle oder der Graskarpfen und „gewöhnliche“ Karpfen gelten als nicht heimische Arten. In den Teichen und Seen sowie langsam fließenden Gewässern des Landes zählt neben den oben aufgezählten außerdem der Wels zu den großen Fischarten. Die Fließgewässer (teils auch in Zuchtanlagen) beheimaten weitere Arten, darunter als größte Fische die hiesigen Forellenarten (Bach- und Regenbogenforelle, wieder häufiger auch die Meerforelle), Aale, Hecht, Barbe und der Lachs. Im Rhein gilt der Zander als verbreitetste Raubfischart. Lachse gelten wie die Bachforelle als vielbeachteter Indikator für die Wasserqualität im Land. Nachdem sich die Wasserqualität im Rhein aufgrund großer Anstrengungen im Wasserschutz deutlich verbessert hat, wasserbauliche Rückbaumaßnahmen die Durchgängigkeit der Flüsse erhöht und Junglachs gezielt im Rhein und seinen Nebenflüssen ausgesetzt wurde (vgl. Lachs 2000), zieht der einst in Nordrhein-Westfalen völlig verschwundene Lachs mittlerweile zum Laichen wieder in die Oberläufe der nordrhein-westfälischen Fließgewässer. Die Bachforelle gilt als Indikator für die ökologischen Bedingungen ihres natürlichen Lebensraums in den Mittelgebirgsbächen des Landes.

### Amphibien
In Nordrhein-Westfalen lassen sich nur etwa 19 Amphibienarten nachweisen. Weniger als die Hälfte davon gelten in Nordrhein-Westfalen in ihrer Art als ungefährdet. Verkehrswege und Trockenlegung vieler Feuchtbiotope bedrohen diese Arten in besonderer Weise. Vornehmlich vertreten sind Frosch- und Krötenarten, darunter die häufig anzutreffenden Erdkröten, Teich- und Grasfrösche. Weiter zählen zur Gruppe der heimischen Amphibien der Feuersalamander sowie vier Molcharten wie beispielsweise Teich- und Bergmolch.

### Reptilien

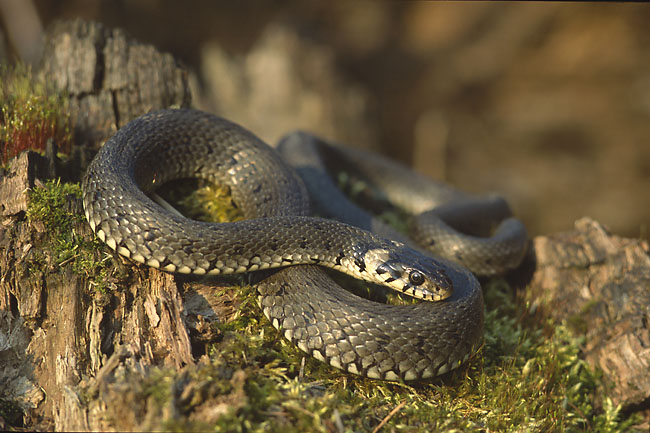
Die Ringelnatter ist die größte heimische Schlangenart. Sie wird bis zu 120 Zentimeter lang.

Nordrhein-Westfalen ist Lebensraum für zehn Reptilienarten. Bedroht sind viele dieser Arten besonders durch die Zerstörung ihrer Lebensräume und akut wie alle bodenlebenden, kleineren Tiere durch den Straßenverkehr. Zur Gruppe der Reptilien zählt beispielsweise die häufig anzutreffende Blindschleiche. Die hiesigen Schlangenarten Kreuzotter, Schlingnatter und Ringelnatter gelten in Nordrhein-Westfalen als bedroht. Daneben zählen zur Gruppe der Reptilien vier Eidechsenarten. Häufig anzutreffen ist vor allem die Waldeidechse. Die Mauereidechse findet sich häufig im relativ warmen südlichen Rheinland. Die Zauneidechse ist in Nordrhein-Westfalen mittlerweile auf wenige isolierte Vorkommen begrenzt. Eine Population der Westlichen Smaragdeidechse wurde nicht sicher nachgewiesen.
Neben den ausgesetzten, vermutlich nicht reproduktionsfähigen und als Neozoen geltenden Schmuckschildkrötenarten (v. a. Nordamerikanische Buchstaben-Schmuckschildkröte), gibt es keine weiteren gesicherten, in der hiesigen Umgebung reproduktionsfähigen, Schildkrötenpopulationen in Nordrhein-Westfalen. Nachweise der Europäischen Sumpfschildkröte sind selten und gehen vermutlich auf ausgesetzte Exemplare zurück.

### Sonstige
Siehe auch:
- Liste von Libellenarten in Nordrhein-Westfalen
- Liste von Tagfalterarten in Nordrhein-Westfalen
- Liste von Flusskrebsarten in Nordrhein-Westfalen

## Naturdenkmäler

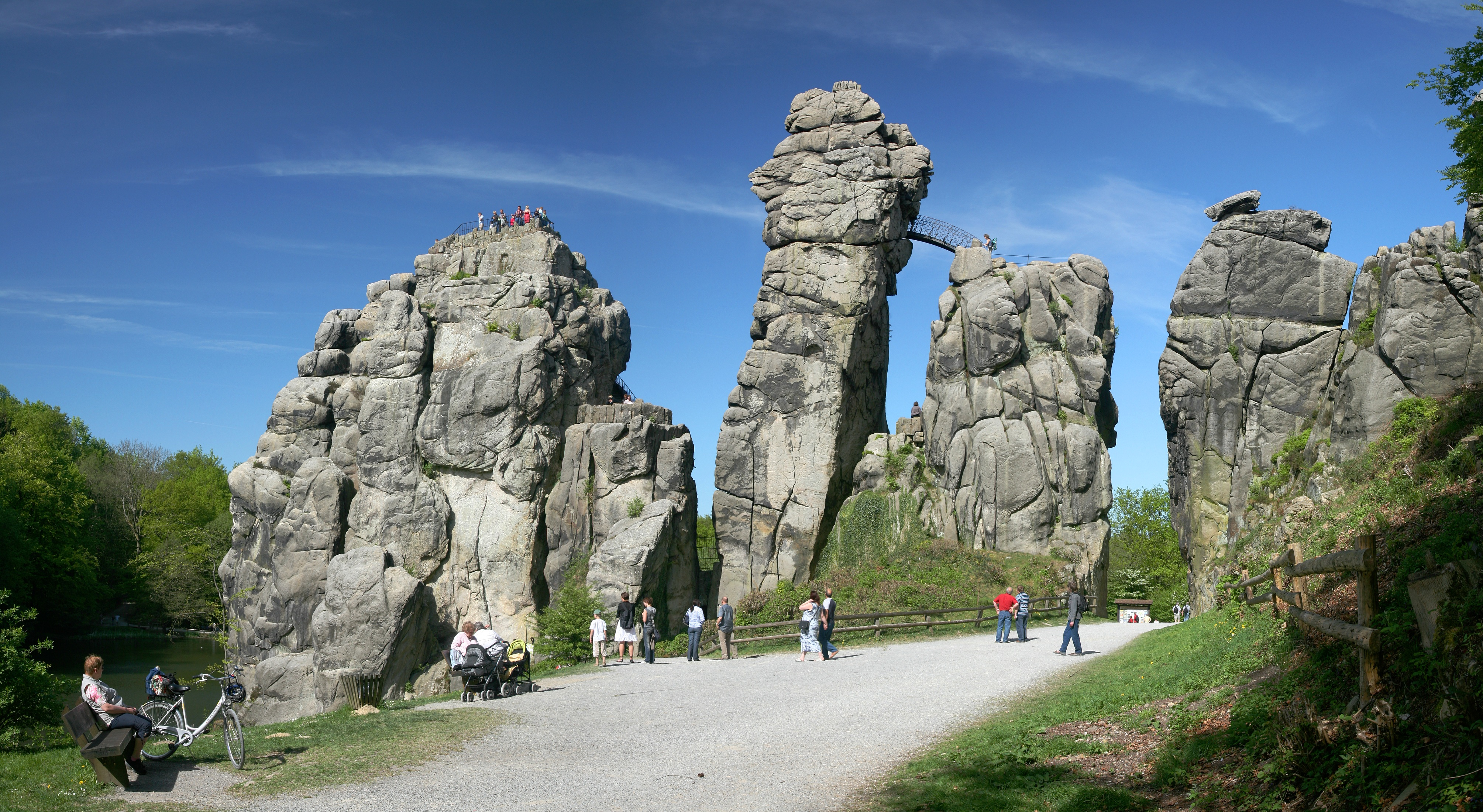
Externsteine

Zu den bekanntesten Naturdenkmälern gehören die Felsformationen Externsteine im Eggegebirge, die Hannoversche Klippen an der Weser, die Bruchhauser Steine im Hochsauerland und das Hockende Weib bei Ibbenbüren. Optisch hervorstechende Gebirgsformationen sind das Siebengebirge und der dort am Eingang des Mittelrheintals gelegene Drachenfels, der einer der markantesten Berge des Landes darstellt. Markant ist auch der Weserdurchbruch Porta Westfalica, der der Weser den Einfluss in die Norddeutsche Tiefebene gewährt. Der Vulkanberg Desenberg erhebt sich mitten in der ansonsten ebenen Warburger Börde. Mit rund 20 Meter Fallhöhe ist die Plästerlegge im Sauerland der höchste Wasserfall in Nordrhein-Westfalen. Quellschwemmkegel finden sich vermutlich nur auf der Paderborner Hochfläche. Bekannte und teils auch kulturhistorisch bedeutende Höhlen sind die Atta- und Balver Höhle. Die Atta-Höhle gilt als eine der größten und schönsten Tropfsteinhöhlen Deutschlands. Zu einer der ältesten Eichen Deutschlands zählt die Femeiche im Kreis Borken. Die Fürstenallee gilt als eine der schönsten Alleen in Nordrhein-Westfalen. Zu den beeindruckenden „Landschaftsformen“, allerdings von Menschenhand geschaffen, zählen sicher auch die großen Tagebauflächen wie der Tagebau Hambach.
Siehe: Liste der Naturdenkmäler in Nordrhein-Westfalen

## Naturschutz

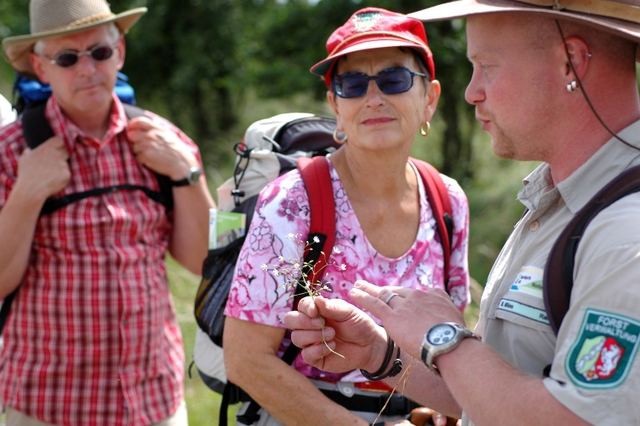
Ranger im Nationalpark Eifel

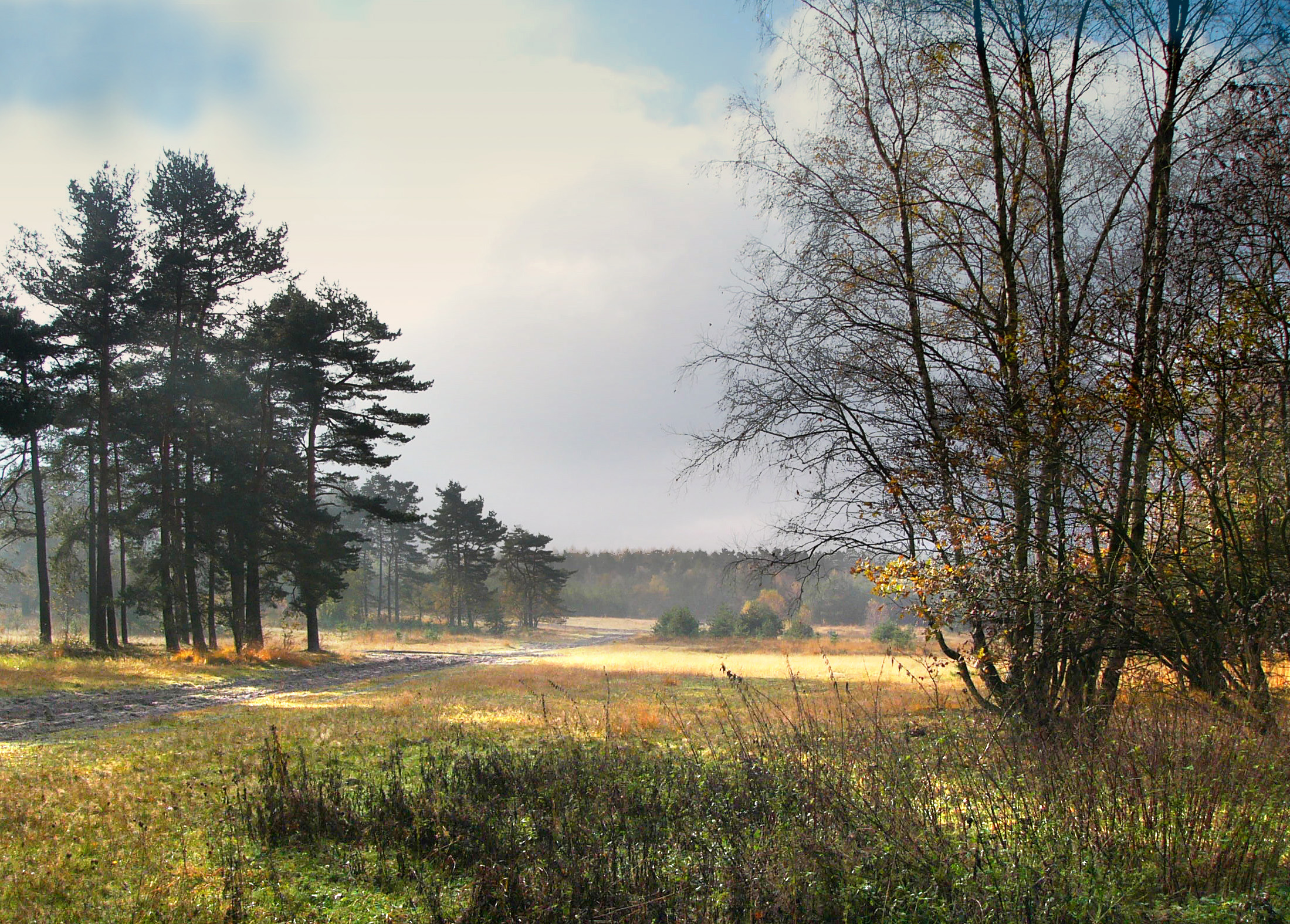
Die Senne in Ostwestfalen-Lippe ist eine der wenigen Heidelandschaften im Land.

Insgesamt ist Nordrhein-Westfalen etwa zu 25 Prozent bewaldet. Dies ist nur ein leicht unterdurchschnittlicher Wert im Bundesvergleich. Andererseits erreicht der Anteil der Siedlungs- und Verkehrsfläche Spitzenwerte für ein deutsches Flächenland. Für den Naturschutz und die Naherholung für die Bewohner insbesondere der dichtbesiedelten Region Rhein-Ruhr weisen die Randregionen des Landes eine bedeutende Rolle auf. Der Strukturwandel im Ruhrgebiet und Umweltschutzmaßnahmen führten insgesamt zu einer starken Verbesserung der Luft- und Wasserqualität in der Region Rhein-Ruhr. Insgesamt hat Nordrhein-Westfalen Anteil an 14 Naturparks, die teilweise auch aneinandergrenzen. Der größte dieser Parks ist der Naturpark Teutoburger Wald / Eggegebirge in Ostwestfalen-Lippe. Nimmt man grenzüberschreitende Gebiete dazu ist der Naturpark Hohes Venn-Eifel der größte Naturpark des Landes. Der Nationalpark Eifel wurde im Jahre 2004 geschaffen und ist der erste Nationalpark des Landes. Diskutiert wird die Schaffung eines Nationalparks Senne-Egge. Die Einrichtung eines Nationalparks im Siebengebirge gilt nach einem Bürgerentscheid 2009 gescheitert. Daneben sind im Land über 3.280 Naturschutzgebiete ausgewiesen. Geschützt sind rund 8,4 % der Landesfläche (287.644,9 Hektar). Das ist der anteilsmäßig gesehen drittgrößte Wert aller Länder. Zu den Natura 2000 Gebieten zählten 2007 8,2 % der Landesfläche von rund 34.000 km², das ist ein im Bundesvergleich relativ niedriger Wert. Im Rahmen von Natura 2000 steht auch die Einrichtung sogenannter „Wildniswälder“ in Nordrhein-Westfalen (siehe auch: Wildnisentwicklungsgebiet). Wie in den seit den 1970er Jahren existierenden Naturwaldzellen (1575 ha) darf hier keine Forstwirtschaft stattfinden; es herrscht Prozessschutz. Durch die Ausweisung von 7910 ha Wildnisgebieten im Jahr 2013 wurde der Anteil der totalgeschützten Waldflächen erheblich erweitert. Diese Fläche verteilt sich auf 109 Wildniswälder. Hinzu kommen 544 ha Wildnisgebiet der privaten Naturschutzorganisation Verschönerungsverein für das Siebengebirge und 3975 ha der Kernzone des Nationalparks Eifel.

## Artensterben und Flächenverlust
Die Tier-, Pilz- und Pflanzenarten in Nordrhein-Westfalen umfassen über 43.000 verschiedene Arten. Rund 45 Prozent der Tier- und Pflanzenarten sind gefährdet, vom Aussterben bedroht oder bereits ausgestorben. Nach der „Roten Liste NRW“ sind dabei Schmetterlinge (55 Prozent), Moose (60 Prozent), Kriechtiere (71 Prozent), Vögel (52 Prozent) und Wildbienen/Wespen (52 Prozent) überdurchschnittlich gefährdet. Zu den Ursachen zählen die zu intensive Bewirtschaftung landwirtschaftlicher Flächen, die Zerstörung und Zerschneidung naturnaher Lebensräume und der fortschreitende Flächenverlust in NRW durch Bebauung von etwa 10 Hektar täglich.